# Hula
Hula — сервер электронной почты и календарей, основанный на открытых стандартах и разработанный компанией Novell.
Hula может обслуживать до 250 тыс. почтовых ящиков и до 50 тыс. одновременно подключенных пользователей.
Web- (HTTP, HTTPS) и почтовый сервер (SMTP, IMAP) реализуются самой системой, но возможно использование сторонних серверов (например, postfix). Протокол календаря — iCalendar, CalDAV.
Поддерживает клиентские программы: Mozilla Thunderbird, Microsoft Outlook и др.
Имеет собственный веб-интерфейс (и для пользователей, и для администратора).
Продолжателем проекта является проект Bongo.
Поскольку будущее Hula для многих неясно, программный форк исходного кода был использован для создания независимого проекта Bongo. Деятельность на этом форке также, похоже, прекращена. Hula/Bongo не следует путать с проприетарными играми для мобильных телефонов Bongo Thinks, Bongo Knows и Ask Bongo, каждая из которых основана на платежах в приложении и обмене текстовыми SMS-сообщениями.